# Methansulfonylchlorid
Methansulfonylchlorid (mesylchlorid) je organická sloučenina se vzorcem CH3SO2Cl, často zkracovaným jako MsCl. Jedná se o bezbarvou kapalinu rozpustnou v polárních organických rozpouštědlech, která ale reaguje s vodou, alkoholy, a aminy. Jedná se o nejjednodušší organický sulfonylchlorid. Používá se na přípravu methansulfonátů a sulfenu.

## Příprava a výroba
Methansulfonylchlorid lze získat radikálovou reakcí methanu se sulfurylchloridem:
CH4 + SO2Cl2 → CH3SO2Cl + HCl
Dalším možným postupem je chlorace kyseliny methansulfonové thionylchloridem nebo fosgenem:
CH3SO3H + SOCl2 → CH3SO2Cl + SO2 + HCl
CH3SO3H + COCl2 → CH3SO2Cl + CO2 + HCl

## Reakce
Díky vysoké reaktivitě lze methansulfonylchlorid použít na přípravu řady dalších sloučenin. Jedná se o elektrofil, sloužící jako zdroj skupiny CH3SO +
2 .

### Methansulfonáty
Methansulfonylchlorid se nejvíce využívá na přípravu methansulfonátů reakcemi s alkoholy za přítomnosti nenukleofilních zásad.
Na rozdíl od tvorby toluensulfonátů z alkoholů a p-toluensulfonylchloridu za přítomnosti pyridinu vznik methansulfonátů probíhá odlišným mechanismem, kde nejprve methansulfonylchlorid projde E1cB-eliminací za vzniku reaktivního sulfenu (CH2=SO2), jenž reaguje s alkoholem a následně se rychlým přenosem protonu vytvoří konečný produkt. Tento návrh mechanismu byl podpořen experimenty založenými na izotopovém značkování a zachycování sulfenu v cykloaduktu.
Methansulfonáty se využívají v substitučních, eliminačních, redukčních, a přesmykových reakcích; Methansulfonáty oximů procházejí při působení Lewisových kyselin Beckmannovými přesmyky.
Methansulfonáty občas také slouží jako chránicí skupiny pro alkoholy. Jsou stálé v kyselých prostředích a odstraňují se sodíkovým amalgámem.

### Methansulfonamidy
Methansulfonylchlorid reaguje s primárními a sekundárními aminy za vzniku methansulfonamidů. Na rozdíl od methansulfonátů jsou methansulfonamidy odolné vůči hydrolýze za kyselých i zásaditých podmínek. Lze je použít jako chránicí skupiny, přeměnitelné zpět na aminy hydridem lithno-hlinitým nebo Birchovými redukcemi.

### Adice na alkyny
Po přidání chloridu měďnatého se methansulfonylchlorid navazuje na alkyny a vytváří se β-chlorsulfony.

### Příprava heterocyklických sloučenin
Reakcemi s některými zásadami, jako je například triethylamin, vytváří methansulfonylchlorid prostřednictvím eliminačních reakcí sulfeny; ty se poté mohou cykloadovat za vzniku heterocyklů, například u α-hydroxyketonů se tvoří pětičlenné sultony.

### Ostatní
Acyliminiové ionty lze získat z α-hydroxyamidů, vzniklých reakcemi methansulfonylchloridu se zásadou, jako je triethylamin.

## Bezpečnost
Methansulfonylchlorid je vysoce toxický při vdechnutí, a žíravý. S nukleofily (jako je například voda) reaguje silně exotermně. Při zahřátí na teplotu rozkladu uvolňuje oxidy síry a chlorovodík.